# Phrudus defectus
Phrudus defectus är en stekelart som beskrevs av Stelfox 1966. Phrudus defectus ingår i släktet Phrudus och familjen brokparasitsteklar. Inga underarter finns listade i Catalogue of Life.